# Erik Aurelius den äldre
Sven Erik Aurelius, född den 12 maj 1874 i Åsbo socken, Östergötland, död den 5 september 1935, var en svensk teolog och biskop. 

## Biografi
Aurelius föddes i Åsbo där fadern Nils Bernhard Aurelius var kyrkoherde. Fadern avled 1881 och modern Sigrid Elisabet Matilda Petersson och de fyra barnen flyttade till Linköping 1884. Aurelius gick i skola i Linköping och flyttade sedan till Uppsala 1892 där han fortsatte sina studier vid Uppsala universitet. Han blev docent där i exegetik (Gamla testamentet) 1907 och prästvigdes i Linköpings domkyrka samma år. Som innehavare av riksstatens större utrikes resestipendium gjorde han en resa till Orienten 21 januari–9 augusti 1910. Han deltog i samband med denna resa i tyska arkeologiska institutets ("Institut für Altertumswissenschaft des heiligen Landes") vetenskapliga kurs i Jerusalem. Som en del av kursen gjordes flera resor i Palestina. Han blev 1912 professor i exegetisk teologi (Nya testamentet) vid Lunds universitet samt kyrkoherde i Hällestad, Dalby och Bonderup. Han utnämndes till biskop i Linköpings stift 1927.
Skrifter: Föreställningar i Israel om de döda och tillståndet efter döden (docentavhandling) 1907, Från Getsemane till Golgata 1911, Palestinabilder 1913, artiklar och småskrifter främst om evangeliernas tillkomsthistoria och Jesu förkunnelse.
Aurelius gifte sig 20 juni 1912 med Julia Marx, som för övrigt introducerade adventsstjärnan i Sverige. Han var tvillingbror till Bengt Olof Aurelius. Erik Aurelius är farfar till förre biskopen i Göteborgs stift, Carl-Axel Aurelius och förre biskopen i Skara stift, Erik Aurelius den yngre.